# Tadeusz Blicharski (1897–1940)

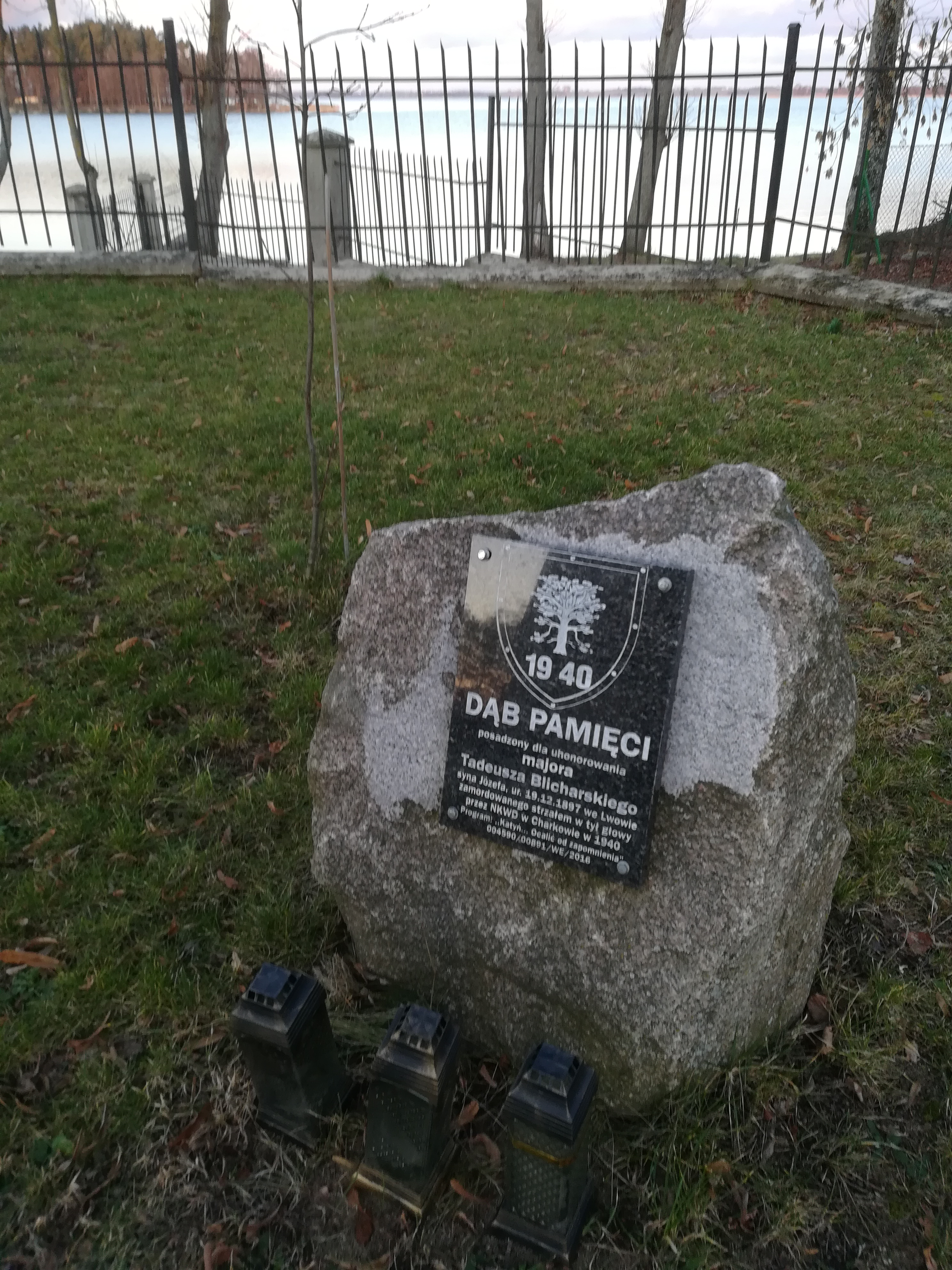
Dąb Pamięci

Tadeusz Blicharski, ps. Józwa (ur. 19 grudnia 1897 we Lwowie, zm. wiosną 1940 w Charkowie) – kapitan administracji Wojska Polskiego, działacz niepodległościowy, ofiara zbrodni katyńskiej.

## Życiorys
Syn Józefa i Franciszki z Witkowskich urodzony 19 grudnia 1897 we Lwowie. W 1914, jako uczeń V klasy gimnazjum wstąpił do Związku Strzeleckiego pod pseudonimem „Józwa”.
W 1915, po zajęciu Lwowa przez armię austro-węgierską, wstąpił do 6 pułku piechoty Legionów Polskich. Wziął udział we wszystkich walkach pułku aż do jego rozwiązania. Później zgłosił się do Polskiego Korpusu Posiłkowego w Bolechowie. Od lutego do listopada 1918 ukrywał się przed władzami austriackimi.
Od 1 listopada 1918 walczył w obronie Lwowa, a później na wojnie z bolszewikami. 17 lipca 1919 jako podoficer byłych Legionów Polskich pełniący służbę w Szpitalu Zapasowym Dywizji Litewsko-Białoruskiej został mianowany z dniem 1 lipca 1919 podporucznikiem rachunkowym. 1 czerwca 1921, w stopniu porucznika, pełnił służbę w Intendenturze 4 Armii, a jego oddziałem macierzystym był Wojskowy Okręgowy Zakład Gospodarczy Kielce. 3 maja 1922 został zweryfikowany w stopniu porucznika ze starszeństwem od 1 czerwca 1919 i 92. lokatą w korpusie oficerów administracji (dział gospodarczy). Następnie służył w Dowództwie Okręgu Korpusu Nr X w Przemyślu. 1 grudnia 1924 prezydent RP nadał mu stopień kapitana z dniem 1 lipca 1923 i 78,5. lokatą w korpusie oficerów administracji (dział gospodarczy). W 1928 był na przeszkoleniu w 5 pułku strzelców podhalańskich w Przemyślu, a później w tym oddziale na stanowisku dowódcy kompanii. Z dniem 31 grudnia 1929 został przeniesiony w stan spoczynku.
Po zakończeniu służby wojskowej działał w Związku Legionistów Polskich we Lwowie. W 1931 został członkiem Zarządu Okręgu ZLP, a w 1932 wiceprezesem Oddziału ZLP i kierownikiem Sekcji Bratniej Pomocy Okręgu ZLP. W 1934 został wybrany na członka Rady Naczelnej ZLP w Warszawie. W tym samym roku, jako oficer stanu spoczynku pozostawał w ewidencji Powiatowej Komendy Uzupełnień Lwów Miasto. Absolwent Seminarium Nauczycielskiego we Lwowie. Ostatnio zatrudniony jako komornik sądowy we Lwowie.
W nieznanych okolicznościach, po agresji ZSRR na Polskę, dostał się do niewoli sowieckiej i został osadzony w obozie jenieckim w Starobielsku. Wiosną 1940 został zamordowany przez funkcjonariuszy NKWD w Charkowie i pogrzebany potajemnie w bezimiennej mogile zbiorowej w Piatichatkach, gdzie od 17 czerwca 2000 mieści się oficjalnie Cmentarz Ofiar Totalitaryzmu w Charkowie. Figuruje na tzw. liście Gajdideja (poz. 130).

## Upamiętnienie
5 października 2007 minister obrony narodowej Aleksander Szczygło mianował go pośmiertnie na stopień majora. Awans został ogłoszony 9 listopada 2007 w Warszawie, w trakcie uroczystości „Katyń Pamiętamy – Uczcijmy Pamięć Bohaterów”.
W 2016 przy kościele św. Andrzeja Boboli w Rydzewie został posadzony Dąb Pamięci majora Tadeusza Blicharskiego.

## Ordery i odznaczenia
- Krzyż Niepodległości – 25 lutego 1932 „za pracę w dziele odzyskania niepodległości”[15]
- Krzyż Walecznych trzykrotnie
- Medal Pamiątkowy za Wojnę 1918–1921[3]
- Medal Dziesięciolecia Odzyskanej Niepodległości[3]